# FC Dnipró
El FC Dnipró (en ucraniano: ФК Дніпро́) fue un club de fútbol de la ciudad de Dnipró, en Ucrania. El club fue fundado en 1918 adjunto a la Planta Metalúrgica Briansk, de la que recibió su primer nombre, BRIT.
El Dnipró, que debe su nombre al río Dniéper, es un nombre popular de los deportes en Dnipró. Junto al club de fútbol también hay un equipo de bandy y baloncesto del mismo nombre, entre otros, pero el FC Dnipró no es un club polideportivo. En la Unión Soviética, el club fue miembro de la sociedad voluntaria deportiva Metallurg (por lo que fue denominado Metallurg y Stal) y hasta 1961 estuvo bajo el patrocinio de la Planta Metalúrgica Petrovski de Dnipropetrovsk. Después, el club fue patrocinado por la planta de maquinaria Yuzhmash. Tras la caída de la Unión Soviética, el club fue privatizado y adquirido por Privat Group, que también es propietario del BC Dnipró y el Budivelnyk Kiev.
El club cuenta en su palmarés con dos campeonatos de liga de la Unión Soviética, una copa soviética, dos copas de la liga soviética y una supercopa soviética. Desde la independencia de Ucrania en 1991, el club siempre se ha situado entre los mejores puestos de la liga ucraniana, pero sin poder hacer frente al dominio del Dinamo de Kiev o Shajtar Donetsk. Su mejor actuación en el fútbol ucraniano fue el subcampeonato de liga en 2014 y en la copa fue finalista en 2004. En competición europea fue subcampeón de la Europa League en 2015.

## Historia

### Orígenes del club (1918-1925)
El club fue fundado en 1918 por la Planta Metalúrgica Briansk, que a partir de 1922 pasó a llamarse fábrica Petrovsky, y fue llamado originalmente BRIT (Brianski Robitnichi Industrialni Tejnikum). El equipo participó en la competición regional de Katerinoslav y con otros cuatro equipos el BRIT disputó sus partidos en el pequeño estadio Sokil, que se encuentra en la esquina de la calle Pushkin y Yuriy Sávchenko. Los jugadores de BRIT fueron los pioneros del fútbol en la colonia residencial de Briansk situada adjunta a la planta, así como en los asentamientos de otros trabajadores: Dievka, Factore y Chechelovka.
Debido a la Primera Guerra Mundial, el BRIT fue disuelto, pero el 9 de mayo de 1925 se formó un nuevo equipo en Dnipropetrovsk (precisamente ese día se convirtió, más tarde, en lo que hoy se conoce como el Día de la Victoria). El equipo participó con un nombre genérico, como equipo de fútbol de la fábrica de Petrovsky. El nombre oficial que recibió en 1926 fue Petrovets.

### Periodo de entreguerras: Stal, Metallurg (1936-1954)
El equipo entró en las competiciones soviética primero bajo el nombre Stal en 1936 en una de las divisiones inferiores y el primer partido que disputó en la Copa de la Unión Soviética, en la ronda de 128, fue ante el equipo de la fábrica de porcelana Baranowski, que acabó con 10-0 a favor del Stal Dnipropetrovsk. La alineación de aquel partido, considerado aún la mayor victoria en la historia del Dnipró, fue formada por: Shinkarenko, Ivchenko, Shebanov, Zmeev, Avdeenko, Radchenko, Yanovsky, Posukh, Gotsalyuk, Kletskin y Mikheev. También en 1936, el estadio Stal —mn partido amistoso entre el Stal y los campeones soviéticos del Dynamo Moscú, que vencieron por 2-4.
Con el estallido de la Gran Guerra Patriótica y la imposición de la ley marcial del 22 de junio de 1941, muchos futbolistas ucranianos fueron llamados a filas para defender la Unión Soviética, entre ellos los miembros del Stal Valentine Zabuga, Vladimir Aleksopolsky, Tsalik Tsadikov y, el más tarde entrenador, Iván Lukín. El equipo participó en el campeonato tres años antes de la Segunda Guerra Mundial. Tras el conflicto, el país se vio sumido en una profunda crisis. El técnico, Iván Lukín, aseguró que el primer día de entrenamiento, en junio de 1945, sólo se presentaron trece jugadores "cuyo aspecto dejaba mucho que desear, pero el deseo de jugar ardía en los ojos de todos. Los chicos corrieron dos vueltas al campo y quedaron exhausto. Se pusieron en pie y esperaron instrucciones, sin ninguna queja. Estaba claro: simplemente están agotados hasta el límite. Tuve que dejar de entrenar y darles dos días de descanso".
Desde 1949 hasta 1961, el equipo pasó a llamarse Metallurg. Durante este tiempo, el equipo participó durante tres temporadas, 1950-1952, en divisiones de aficionados debido a los malos resultados. En 1954 se produjo el primer hito notable en la historia del club cuando el Metallurg Dnipropetrovsk llegó a las semifinales de la Copa de la Unión Soviética.
En la ronda de 64, el Metallurg venció al Avangard Sverdlovsk por seis goles a cero. En la siguiente ronda se clasificó de forma automática al negarse el Iskra Frunze a viajar a Dnipropetrovsk. En dieciseisavos de final, el Metallurg derrotó al Torpedo Gorki por un marcador de 5-3. En los cuartos de final el Metallurg tuvo que enfrentarse en dos ocasiones con un equipo de los médicos residentes del Distrito de Leningrado. Ambos partidos se tuvieron que resolver en la prórroga, pero el partido de desempate lo ganó el Metallurg Dnipropetrovsk por dos goles a uno gracias al decisivo gol en el último minuto de Leonid Filatov.
Las semifinales ante el Spartak Yerevan se celebraron en Moscú el 11 de octubre de 1954 en el estadio Dynamo. El Metallurg fue derrotado sin paliativos por 0-4 ante la experiencia del equipo armenio.

### Dnepr y Generación de oro (1961-1989)
En 1961, el equipo fue entregado a su nuevo patrocinador, Yugmash (una fábrica de producción al sur de la ciudad), que en ese momento era una de las fábricas más poderosas en toda la Unión Soviética y fue financiado por el Ministerio de Defensa. El nuevo patrocinador cambió el nombre del equipo para el nombre ruso del Dnepr, el Dniéper, ya que el ruso era el idioma aceptado por la Unión Soviética y el gobierno soviético.

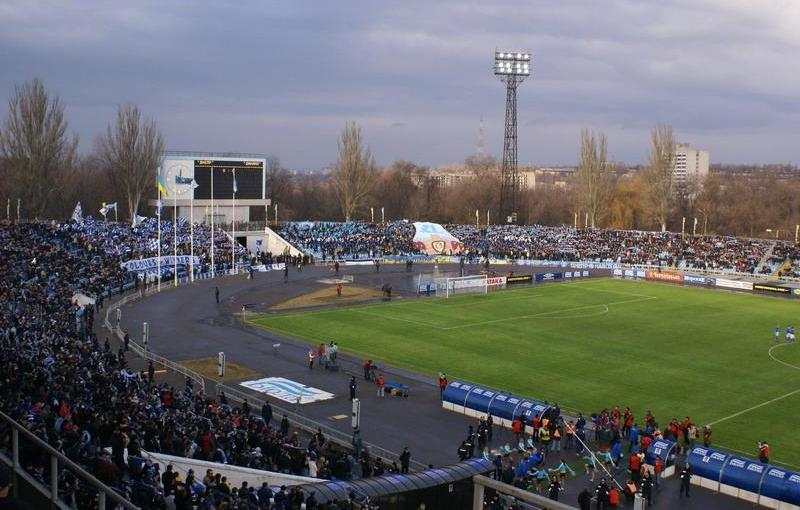
Estadio Meteor, sede del equipo desde 1966 hasta 2008.

El Dnepr hizo su debut en la Clase «A» en 1963, como resultado de la reorganización del fútbol soviético. El equipo se incluyó en el segundo grupo de la clase A, firmando actuaciones discretas excepto en 1966, cuando luchó con opciones de ganar el subgrupo y acceder a la Soviet Top Liga. En ese mismo año se reabrió el estadio Meteor con la celebración del partido Dnepr-Shinnik Yaroslavl el 30 de agosto, que acabó con victoria local por tres goles a uno. El rendimiento del equipo no cambió mucho hasta después de 1968, cuando el Dnepr contrató al exfutbolista del Dynamo Kiev Andriy Biba y al nuevo entrenador, Valery Lobanovsky. Después de ello el equipo necesitó tres años para lograr el ascenso a la Soviet Top Liga y logró un meritorio sexto lugar en 1972. El equipo debutó ese año ante el CSKA Moscú y venció por dos goles a uno a los moscovitas. La primera alineación del club en la máxima categoría estaba compuesta por Sobetsky, Sergeev, Denezh, Ivanov, Fedorenko, Grinko, Shneiderman, Nazarov (Evseenko, 61), Lyabik, Porkuyan y Romaniuk (Pilipchuk, 58), mientras que el primer gol de la historia del Dnepr en la primera división lo anotó Valery Porkuyan.
En octubre de 1973, Valery Lobanovsky dejó el club para firmar por el Dynamo Kiev, cerrando así una primera edad dorada del club. Pese a ello en ese mismo año 1973 y en 1976 el Dnepr Dnipropetrovsk volvió a alcanzar las semifinales de la Copa de la Unión Soviética. Sin embargo, la marcha de Lobanovsky no acabó de ser superada y los siguientes entrenadores no alcanzaron los objetivos, por lo que en 1978 el equipo descendió a la Primera Liga Soviética, donde permaneció dos temporadas. Su próximo regreso a la máxima categoría no fue tan afortunado como el primero y el equipo languideció en la parte baja de la tabla varios años. En los años siguientes, el órgano rector del equipo contrató nuevos entrenadores prometedores, Volodímir Yemets y Hennadiy Zhizdik. Después de esos cambios, el Dnepr Dnipropetrovsk logró convertirse en un serio candidato para ganar el título del Campeonato de Liga soviético como así lo hizo en dos ocasiones: la primera vez con Yemets y Zhizdik en 1983, y la segunda con Yevhén Kucherevsk en 1988.
La temporada 1983 comenzó de manera irregular, logrando asegurar los puntos como local, pero siendo derrotado en la mayoría de sus visitas. El Dnepr llamó la atención al final de la primera vuelta, superando al campeón soviético y actual líder, el Dinamo Minsk por 2-1. Tres victorias consecutivas seguidas después ante el Shajtar, Chernomorets (líder del campeonato en ese momento) y Nistru Kishinev, estos últimos fueron derrotados 6-0, mientras que el delantero de 19 años de edad, Oleh Protásov, se convirtió en el primer jugador del Dnipró que hizo un triplete en la máxima competición. A falta de cuatro jornadas para el final, el club se encontraba dos puntos por encima del Spartak Moscú, distancia que finalmente se amplió a cuatro puntos que sirvieron al equipo para proclamarse campeón de la Unión Soviética por primera vez en su historia.
Su primera participación en la Copa de Europa fue un éxito, ya que consiguió alcanzar los cuartos de final, donde fue eliminado por el Girondins de Burdeos. Anteriormente, el club soviético derrotó a los campeones turcos y búlgaros del Trabzonspor y del Levski Sofia. Las dos siguientes temporadas, el Dnepr consiguió finalizar en tercera posición.
La temporada 1988, en la que el club logró su segunda Liga, comenzó al igual que en el primer campeonato ganado, con una primera mitad de temporada irregular. Sin embargo, el Dnepr encadenó una espectacular racha de veinte partidos sin perder, lo que le valió para alzarse con su segunda Soviet Top Liga. El equipo estaba viviendo la mejor época de su historia. Además, individualmente, en 1984 Guennadi Litóvchenko fue votado mejor jugador soviético del año y Oleh Protásov estableció un récord de 35 goles en liga, adjudicándose la Bota de Plata tras llevarse Marco van Basten la Bota de Oro con dos goles más.

### Etapa postsoviética, Dnipró: auge, final de la Europa League y desaparición (1991-2019)

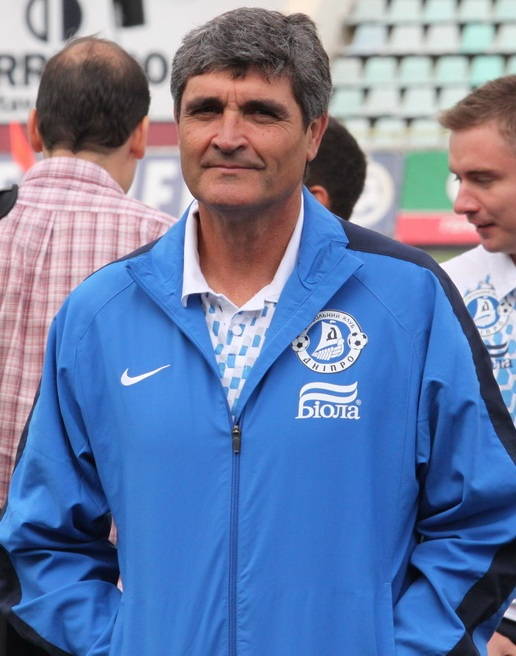
Juande Ramos, bicampeón de la Copa de la UEFA, fue el entrenador del club desde octubre de 2010 hasta final de la temporada 2013-14.

Tras el colapso de la Unión Soviética, el club tomó el nombre de la versión ucraniana de Dnipró, el nombre del río más grande y uno de los símbolos más importantes de Ucrania. El club se unió a la Federación de Fútbol de Ucrania y uno de los principales contendientes en la actual Liga Premier de Ucrania.

Partido entre el Dnipró y el Shakhtar en 2002.

El primer campeón de la Ucrania independiente se convirtió fue el Tavria Simferopol, mientras que el Dnipró quedó en tercer lugar tras vencer al Shakhtar Donetsk por 3-2. La modernización del Dnipró bajo la influencia de los procesos sociopolíticos se aceleró aún más. El entrenador Mykola Pavlov logró reunir una interesante generación de jóvenes talentos conocida como la "guardería de Mykola Pávlov", que llevaron al equipo al cuarto puesto en Liga Premier y a los cuartos de final en la Copa de la UEFA, eliminados por el Eintracht Fráncfort. Los jóvenes —Konovalov, Pokhlebaev, Bezhenar y Maksimov— finalmente emigraron con Pavlov al Dynamo al final de la temporada.
El entrenador asistente de Pavlov, Oleksander Lysenko, fue el encargado de hacerse con el equipo hasta que llegó el alemán Bernd Stange. En 1995 y 1996 el Dnipró logró sendas terceras plazas en la Liga. Además, en 1995 alcanzó la final de la Copa de Ucrania, pero cayó en la tanda de penaltis ante el Shakhtar. El 25 de mayo de 1997, comandado por Vyacheslav Grozny, volvió a perder la final de Copa ante el Shakhtar por un gol a cero. En la Copa de la UEFA 1997-98, el Dnipró venció al FC Ereván por 6-1, logrando así la mayor victoria del equipo en competición europea de su historia.
Los siguientes éxitos no llegaron hasta 2001 y 2004, firmando sólo dos terceras plazas en Liga y un nuevo subcampeonato en Copa al caer ante el Shakhtar por tercera vez en 10 años. La Copa de la UEFA 2003-04 resultó una verdera sorpresa al eliminar el Dnipró al Vaduz en ronda previa, al Hamburgo en primera ronda y al Dinamo Zagreb en segunda ronda. Finalmente, sólo el que sería subcampeón de la Copa de la UEFA, el Olympique Marsella de Drogba, pudo eliminar al Dnipró por solo un gol a cero en el global de la eliminatoria. En septiembre de 2008, el Dnipró disputó su último partido en el estadio Meteor perdiendo 0-2 ante el Metalist, debido a que el club se marchó a su nuevo estadio, el Dnipro Arena. En octubre de 2010, el entrenador español Juande Ramos se hizo cargo del equipo, logrando el cuarto puesto en su primera temporada.

#### Final de la UEFA

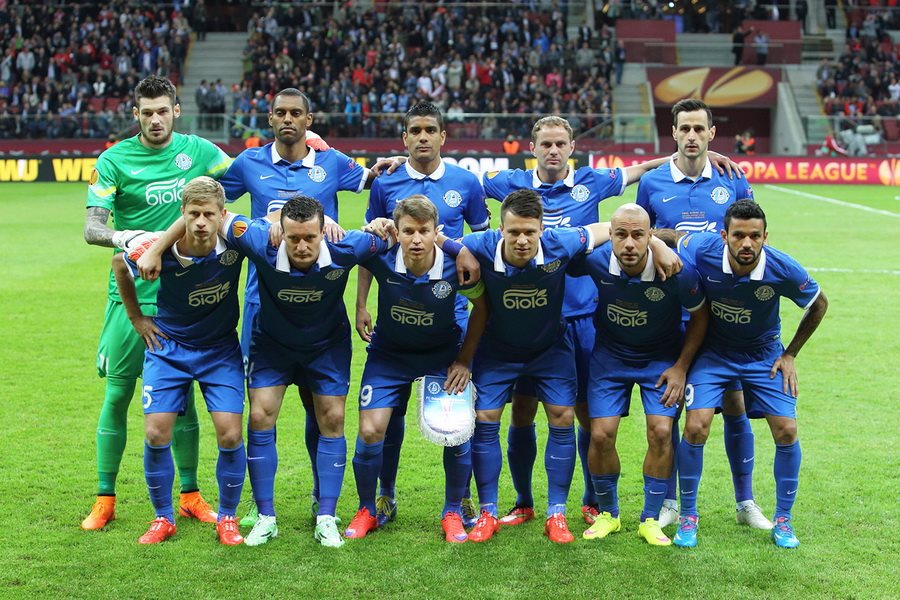
Equipo del Dnipró que disputó la final de la Europa League 2015.

En la temporada 2014/15 llegó a las semifinales de la Europa League ante el Nápoles. El Dnipró logró llegar a su primera final de la Europa League tras empatar en Nápoles (1-1) y vencer en su estadio por (1-0). De esta manera el Dnipró se midió ante Sevilla, que derrotó a la Fiorentina tanto en Sevilla como en Florencia, en la final en Varsovia. El Dnipró acabó derrotado ante el Sevilla en un gran partido que acabó con un (2-3) con los goles en la primera parte de Nikola Kalinić para el Dnipró que se adelantaba. Sin embargo, el Sevilla remontó con goles de Grzegorz Krychowiak y Carlos Bacca. Antes del descanso el Dnipró empató con un gran gol de falta de Ruslan Rotan. Tras el descanso el Dnipró salió mejor pero quien marcó fue de nuevo Carlos Bacca para Sevilla dejando el 2-3 final. De esta manera Sevilla logró su cuarta Copa de la UEFA, siendo el club con más títulos en esta competición. En la Liga Premier de Ucrania 2014/15 el Dnipró finalizó la temporada en 3ª posición. El FC Dnipró está controlado indirectamente por el grupo Privat.

#### Desaparición
Tras una serie de impagos, el club fue descendido a la Segunda Liga Ucraniana en la temporada 2016/17 por primera vez en la historia del club. Continuó en esta división hasta que en la temporada 2018/19 fue nuevamente descendido por problemas financieros a la tercera división.
Al no poder hacer frente a la difícil situación económica, el 3 de julio de 2019, se produce la liquidación del club tras 101 años de existencia.

## Uniforme

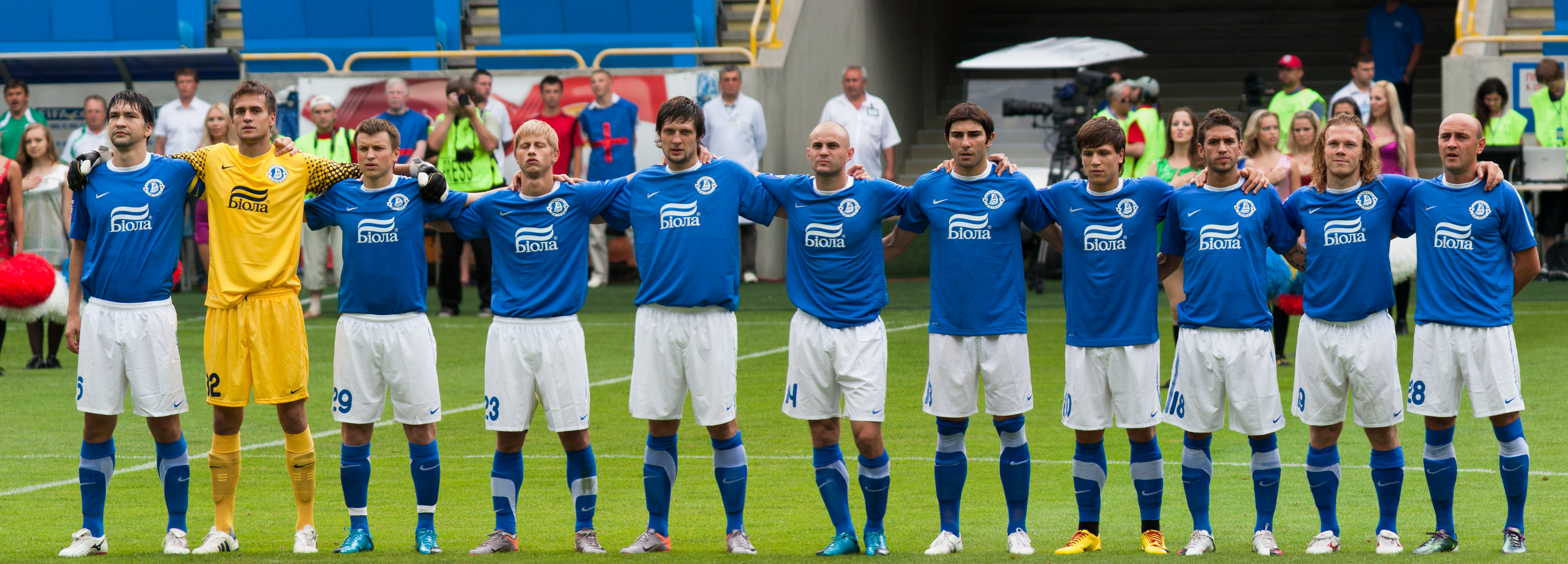
FC Dnipró en 2010.

- Uniforme titular: Camiseta azul celeste, pantalón y medias azul celeste.
- Uniforme alternativo: Camiseta, pantalón y medias blancas.

- Evolución histórica

| 1983 | 1988 | 1991 | 1992 | 1992 |
| 1993 | 2000 | 2000 |      |      |

- Actualidad

| Local | Visitante |  |

## Estadio

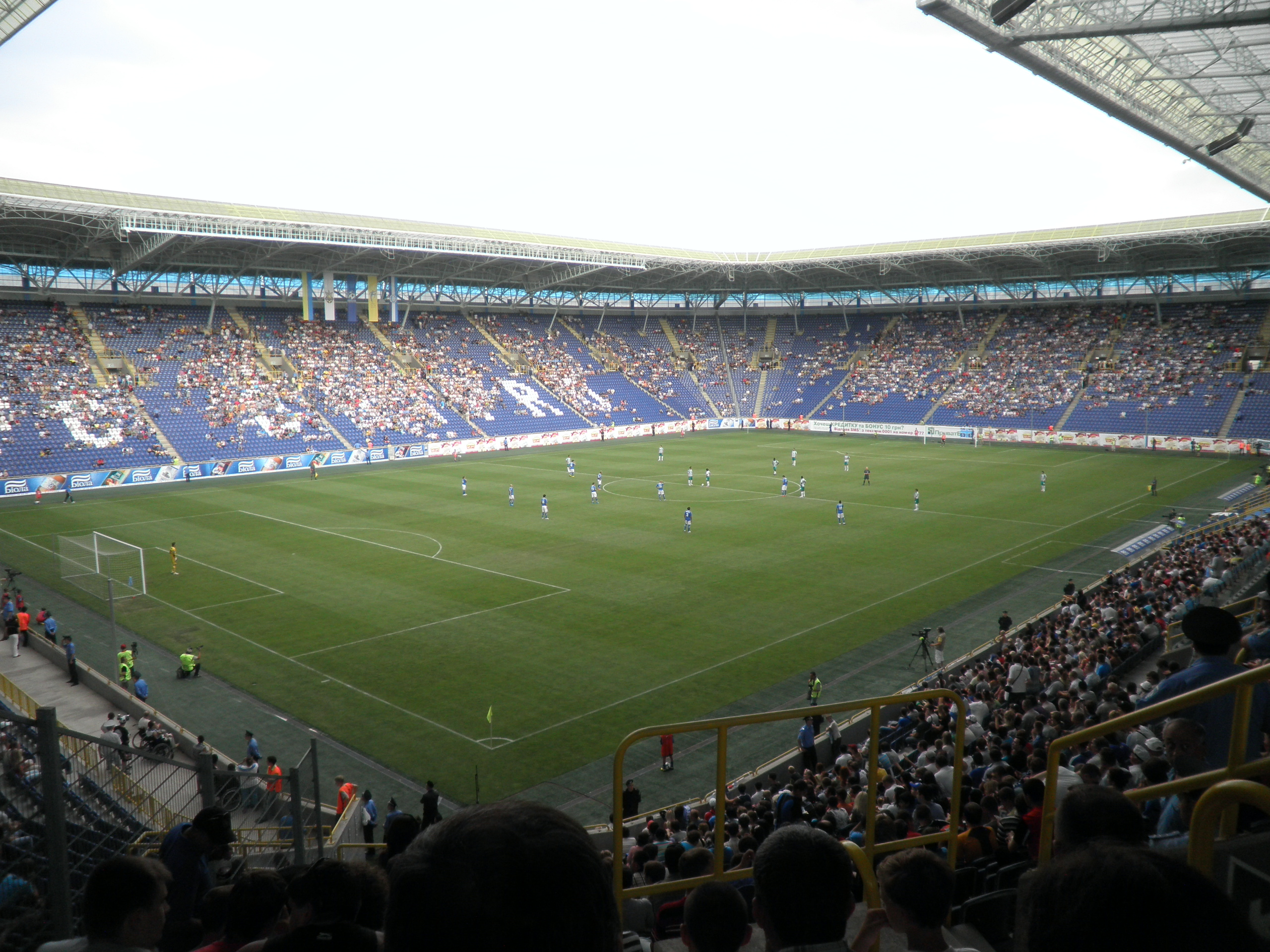
Foto del Dinipro Arena

Desde la fundación del club en 1918, su sede fue el estadio Meteor de Dnipró. El recinto fue reconstruido en 1966 en el sitio original y sufrió varias remodelaciones desde entonces, la última en 2001. Sin embargo, en 2002, después de varios progresos en las competiciones europeas, se hizo evidente que el club necesitaba un nuevo y moderno estadio. Así, en 2005, el Grupo Pryvat inició la construcción del Dnipro Arena en el centro de Dnipró. El club jugó su último partido en el Meteor, el 2 de septiembre de 2008, contra el Metalist Járkov.
En abril de 2005 comenzaron las obras del nuevo estadio del club. Fue construida por la reputada empresa de construcción alemana Hochtief y necesitó tres años y cuatro meses, pero se produjo un retraso de nueve meses debido a una disputa de tierras en un sitio donde se planeó la zona de aparcamientos de vehículos. La capacidad final del estadio fue de 31 003 personas y el costo inicial estimado de la construcción se fijó en 40 millones de euros.
El estadio fue inaugurado el 15 de septiembre de 2008. La ceremonia de apertura contó con un discurso del presidente ucraniano Víktor Yúshchenko, actuaciones de famosos músicos ucranianos y dos partidos de fútbol: los veteranos del Dinamo de Kiev frente a los del Spartak de Moscú, y después el encuentro entre el FC Dnipró frente al Dinamo de Kiev. Como regalo para el club de la ciudad, la calle en que el estadio está situado cambió su nombre a bulevar Kucherevskyi, en honor al entrenador del Dnipró Yevhén Kucherevskyi entre 1987-1992 y 2001-2005. El Dnipró jugó su primer partido oficial el 29 de septiembre de 2008 contra su rival local, el Metalurh Zaporiyia, pero perdió 1-2.

## Palmarés

### Torneos Nacionales (6)
- Primera División de la Unión Soviética (2): 1983, 1988.
- Copa de la Unión Soviética (1): 1989.
- Supercopa de la URSS (1): 1988.
- Copa de la Federación Soviética (2): 1986, 1989.
- Subcampeón Liga Premier de Ucrania: 1992-93, 2013-14.
- Subcampeón Copa de Ucrania: 1995, 1997, 2004.

### Torneos internacionales
- Subcampeón de la Liga Europa de la UEFA (1): 2014-15.

## Participación en competiciones internacionales de la UEFA

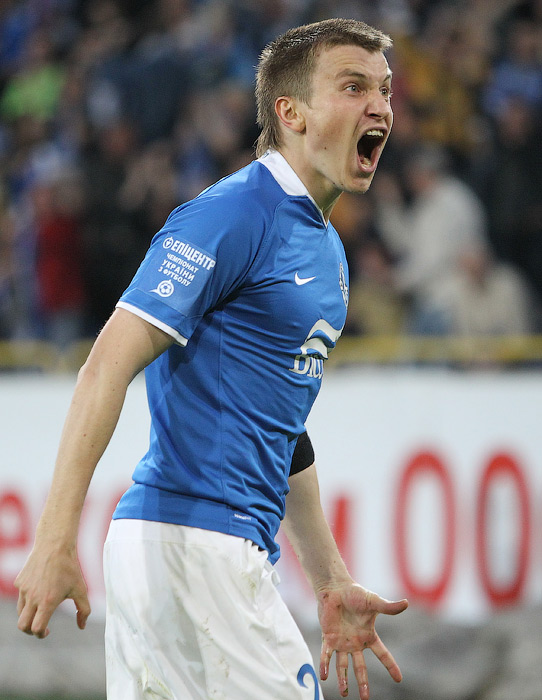
Ruslan Rotan, capitán del Dnipró en la final de la Europa League 2015 y en los últimos años del club.

### Copa de la UEFA/UEFA Europa League
| Competicion UEFA | Competicion UEFA | Competicion UEFA      | Competicion UEFA | Competicion UEFA | Competicion UEFA | Competicion UEFA |
| Temporada        | Ronda            | Club                  | Casa             | Visita           | Global           |                  |
| ---------------- | ---------------- | --------------------- | ---------------- | ---------------- | ---------------- | ---------------- |
| 1985-86          | 1                | Wismut Aue            | 2-1              | 3-1              | 5-2              |                  |
| 1985-86          | 2                | PSV Eindhoven         | 1-0              | 2-2              | 3-2              |                  |
| 1985-86          | 3                | Hajduk Split          | 0-1              | 0-2              | 0-3              |                  |
| 1986-87          | 1                | Legia Warsaw          | 0-0              | 0-1              | 0-1              |                  |
| 1988-89          | 1                | Girondins de Bordeaux | 1-1              | 1-2              | 2-3              |                  |
| 1990-91          | 1                | Hearts of Midlothian  | 1-1              | 1-3              | 2-4              |                  |
| 1993–94          | 1                | Admira Wacker         | 1-0              | 3-2              | 4-2              |                  |
| 1993–94          | 2                | Eintracht Frankfurt   | 1-0              | 0-2              | 1-2              |                  |
| 1997-98          | Clasificatoria 1 | FC Yerevan            | 6-1              | 2-0              | 8-2              |                  |
| 1997-98          | Clasificatoria 2 | FC Alania Vladikavkaz | 1-2              | 1-4              | 2-6              |                  |
| 2001–02          | 1                | Fiorentina            | 0-0              | 1-2              | 1-2              |                  |
| 2003–04          | Clasificatoria 1 | FC Vaduz              | 1-0              | 1-0              | 2-0              |                  |
| 2003–04          | 1                | Hamburger SV          | 3-0              | 1-2              | 4-2              |                  |
| 2003–04          | 2                | Dinamo Zagreb         | 1-1              | 2-0              | 3-1              |                  |
| 2003–04          | 3                | Olympique de Marsella | 0-0              | 0-1              | 0-1              |                  |
| 2004–05          | Clasificatoria 2 | MFK Petržalka         | 3-0              | 1-1              | 4-1              |                  |
| 2004–05          | 1                | Maccabi Haifa F.C.    | 2-0              | 0-1              | 2-1              |                  |
| 2004–05          | Grupos           | Club Brugge           | 3-2              |                  |                  |                  |
| 2004–05          | Grupos           | FC Utrecht            |                  | 2-1              |                  |                  |
| 2004–05          | Grupos           | Austria Wien          | 1-0              |                  |                  |                  |
| 2004–05          | Grupos           | Real Zaragoza         |                  | 1-2              |                  |                  |
| 2004–05          | 1/16             | FK Partizan           | 0-1              | 2-2              | 2-3              |                  |
| 2005–06          | Clasificatoria 2 | FC Banants            | 4-0              | 4-2              | 8-2              |                  |
| 2005–06          | 1                | Hibernian             | 5-1              | 0-0              | 5-1              |                  |
| 2005–06          | Grupos           | AZ Alkmaar            | 1-2              |                  |                  |                  |
| 2005–06          | Grupos           | Middlesbrough         |                  | 0-3              |                  |                  |
| 2005–06          | Grupos           | Litex Lovech          | 0-2              |                  |                  |                  |
| 2005–06          | Grupos           | Grasshoppers          |                  | 3-2              |                  |                  |
| 2007–08          | Clasificatoria 2 | GKS Bełchatów         | 1-1              | 4-2              | 5-3              |                  |
| 2007–08          | 1                | Aberdeen              | 1-1              | 0-0              | 1-1              |                  |
| 2008–09          | Clasificatoria 2 | AC Bellinzona         | 3-2              | 1-2              | 4-4              |                  |
| 2010–11          | Clasificatoria 3 | Spartak Zlatibor Voda | 2-0              | 1-2              | 3-2              |                  |
| 2010–11          | Play-off         | Lech Poznań           | 0-1              | 0-0              | 0-1              |                  |
| 2011–12          | Play-off         | Fulham                | 1-0              | 0-3              | 1-3              |                  |
| 2012–13          | Play-off         | FC Slovan Liberec     | 4-2              | 2-2              | 6-4              |                  |
| 2012–13          | Grupos           | PSV Eindhoven         | 2-0              | 1-2              | 4-1              |                  |
| 2012–13          | Grupos           | Napoli                | 3-1              | 2-4              | 5-5              |                  |
| 2012–13          | Grupos           | AIK                   | 4-0              | 3-2              | 7-2              |                  |
| 2012–13          | 1/16             | FC Basel              | 1-1              | 0-2              | 1-3              |                  |
| 2014–15          | Play-off         | Hajduk                | 2–1              | 0–0              | 2–1              |                  |
| 2014–15          | Grupos (F)       | Internazionale        | 0–1              | 1–2              | 2º               |                  |
| 2014–15          | Grupos (F)       | Saint-Étienne         | 1–0              | 0–0              | 2º               |                  |
| 2014–15          | Grupos (F)       | Qarabağ               | 0–1              | 2–1              | 2º               |                  |
| 2014–15          | 1/16             | Olympiacos            | 2–0              | 2–2              | 4–2              |                  |
| 2014–15          | 1/8              | Ajax                  | 1–0              | 1–2              | 2–2 (v.)         |                  |
| 2014–15          | 1/4              | Brujas                | 1–0              | 0–0              | 1–0              |                  |
| 2014–15          | 1/2              | Napoli                | 1–0              | 1–1              | 2–1              |                  |
| 2014–15          | Final            | Sevilla               |                  |                  | 2-3              |                  |

### Copa de Europa
| Temporada | Ronda | Club           | Casa | Visita | Global     |
| --------- | ----- | -------------- | ---- | ------ | ---------- |
| 1984-85   | 1     | Trabzonspor    | 3-0  | 0-1    | 3-1        |
| 1984-85   | 2     | Levski Sofia   | 2-0  | 1-3    | 3-3        |
| 1984-85   | 1/4   | Bordeaux       | 1-1  | 1-1    | 3-5 (pen.) |
| 1989-90   | 1     | Linfield F.C.  | 2-1  | 1-0    | 3-1        |
| 1989-90   | 2     | Tirol Innbruck | 2-0  | 2-2    | 4-2        |
| 1989-90   | Q     | Benfica        | 0-1  | 0-3    | 0-4        |

## Historial en Liga y Copa

### Unión Soviética
| Temporada | Div. | Pos. | PJ | PG | PE | PP | GF | GC | Ptos. | Copa           | Europa | Europa    | Notas      |
| --------- | ---- | ---- | -- | -- | -- | -- | -- | -- | ----- | -------------- | ------ | --------- | ---------- |
| 1977      | 1.ª  | 12   | 30 | 9  | 9  | 12 | 24 | 31 | 27    | 1/8            |        |           |            |
| 1978      | 1.ª  | 16   | 30 | 9  | 3  | 18 | 25 | 39 | 21    | 1/16           |        |           | Descendido |
| 1979      | 2.ª  | 17   | 46 | 16 | 14 | 16 | 57 | 60 | 44    | Fase de grupos |        |           |            |
| 1980      | 2.ª  | 2    | 46 | 27 | 8  | 11 | 60 | 47 | 62    | Fase de grupos |        |           | Ascendido  |
| 1981      | 1.ª  | 8    | 34 | 12 | 8  | 14 | 42 | 53 | 32    | Fase de grupos |        |           |            |
| 1982      | 1.ª  | 9    | 34 | 11 | 12 | 11 | 34 | 38 | 32    | 1/2            |        |           |            |
| 1983      | 1.ª  | 1    | 34 | 22 | 5  | 7  | 63 | 36 | 49    | 1/4            |        |           |            |
| 1984      | 1.ª  | 3    | 34 | 17 | 8  | 9  | 54 | 40 | 42    | 1/8            |        |           |            |
| 1985      | 1.ª  | 3    | 34 | 16 | 11 | 7  | 71 | 41 | 42    | 1/4            | CE     | 1/4       |            |
| 1986      | 1.ª  | 11   | 30 | 8  | 12 | 10 | 41 | 41 | 28    | 1/16           | UEFA   | 1/8       |            |
| 1987      | 1.ª  | 2    | 30 | 15 | 9  | 6  | 42 | 22 | 39    | 1/16           | UEFA   | 1.ª ronda |            |
| 1988      | 1.ª  | 1    | 30 | 18 | 10 | 2  | 49 | 23 | 46    | 1/2            |        |           |            |
| 1989      | 1.ª  | 2    | 30 | 18 | 6  | 6  | 47 | 27 | 42    | Campeón        | UEFA   | 1.ª ronda |            |
| 1990      | 1.ª  | 6    | 24 | 11 | 6  | 7  | 39 | 26 | 28    | 1/16           | CE     | 1/4       |            |
| 1991      | 1.ª  | 9    | 30 | 9  | 10 | 11 | 31 | 36 | 28    | 1/8            | UEFA   | 1.ª ronda |            |

### Ucrania
| Temporada | Div. | Pos. | Copa      | Europa | Europa          | Notes                                                                 |
| --------- | ---- | ---- | --------- | ------ | --------------- | --------------------------------------------------------------------- |
| 1992      | 1.ª  | 3    | 1/4       |        |                 | dio a F.C. Metalist Járkov los octavos de final de la Copa de la URSS |
| 1992–93   | 1.ª  | 2    | 1/8       |        |                 |                                                                       |
| 1993–94   | 1.ª  | 4    | 1/4       | UEFA   | 2.ª ronda       |                                                                       |
| 1994–95   | 1.ª  | 3    | Finalista |        |                 |                                                                       |
| 1995–96   | 1.ª  | 3    | 1/4       |        |                 |                                                                       |
| 1996–97   | 1.ª  | 4    | Finalista |        |                 |                                                                       |
| 1997–98   | 1.ª  | 4    | 1/4       | UEFA   | 2.ª ronda clas. |                                                                       |
| 1998–99   | 1.ª  | 12   | 1/8       |        |                 |                                                                       |
| 1999-00   | 1.ª  | 11   | 1/8       |        |                 |                                                                       |
| 2000–01   | 1.ª  | 3    | 1/2       |        |                 |                                                                       |
| 2001–02   | 1.ª  | 6    | 1/2       | UEFA   | 1.ª ronda       |                                                                       |
| 2002–03   | 1.ª  | 4    | 1/2       |        |                 |                                                                       |
| 2003–04   | 1.ª  | 3    | Finalista | UEFA   | 3.ª ronda       |                                                                       |
| 2004–05   | 1.ª  | 4    | 1/2       | UEFA   | Treintaidosavos |                                                                       |
| 2005–06   | 1.ª  | 6    | 1/8       | UEFA   | Fase de grupos  |                                                                       |
| 2006–07   | 1.ª  | 4    | 1/4       |        |                 |                                                                       |
| 2007–08   | 1.ª  | 4    | 1/16      | UEFA   | 1.ª ronda       |                                                                       |
| 2008–09   | 1.ª  | 6    | 1/8       | UEFA   | 2.ª ronda clas. |                                                                       |
| 2009–10   | 1.ª  | 4    | 1/4       |        |                 |                                                                       |
| 2010–11   | 1.ª  | 4    | 1/2       | EL     | Play-off        |                                                                       |
| 2011-12   | 1.ª  | 4    | 1/8       | EL     | Play-off        |                                                                       |
| 2012-13   | 1.ª  | 2    | 1/2       | EL     | 1/16            |                                                                       |
| 2013-14   | 1.ª  | 3    |           |        |                 |                                                                       |
| 2014-15   | 1.ª  | 3    |           | EL     | Subcampeón      |                                                                       |
| 2015-16   | 1.ª  | 3    |           |        |                 |                                                                       |
| 2016-17   | 1.ª  | 11   |           |        |                 | Desciende a segunda división                                          |
| 2017-18   | 2.da | 8    |           |        |                 | Desciende administrativamente a tercera división                      |
| 2018-19   | 3.ra |      |           |        |                 | Desaparece al no poder hacer frente a las deudas                      |

## Entrenadores
- Jules Limbeck (1936)[4]
- Nikolái Morózov (1956)[5]
- Anatoliy Zubrycki (1963)[6]
- Leonid Rodos (1963)[7]
- Anatoliy Zubrycki (1963–66)[6]
- Leonid Rodos (1967–68)[7]
- Valeriy Lobanovskyi (octubre de 1968–1973)[8][9]
- Viktor Kanevskyi (1973–1977)[10]
- Vadim Ivanov (septiembre de 1977–mayo de 1978)[11]
- József Szabó (1978–1979)[12]
- Viktor Lukashenko (junio de 1979–junio de 1981)
- Volodymyr Yemets y  Hennadiy Zhizdik (1981–1986)[13]
- Yevhen Kucherevskyi (1987–1992)[14]
- Mykola Pavlov (1991–1994)[15]
- Oleksandr Lysenko (marzo de 1995–abril de 1995)[16]
- Bernd Stange (abril de 1995–junio de 1996)[17]
- Vyacheslav Hrozny (1996-1997)[18]
- Vadym Tyshchenko (1998)[19]
- Volodymyr Kobzarev (octubre de 1998-abril de 1999)[20]
- Leonid Koltun (interino) (abril de 1999-1999)[20][21]
- Mykola Fedorenko (julio de 1999–2001)[22]
- Oleksandr Lysenko (interino) (octubre de 2001)[16]
- Yevhen Kucherevskyi (noviembre de 2001–2005)[14][23]
- Vadym Tyshchenko (interino) (octubre de 2005–diciembre de 2005)[19]
- Oleh Protasov (diciembre de 2005–agosto de 2008)[24][25]
- Volodymyr Bezsonov (interino) (agosto de 2008–diciembre de 2008)[25]
- Volodymyr Bezsonov (diciembre de 2008–septiembre de 2010)[25]
- Vadym Tyshchenko (interino) (septiembre de 2010)[26]
- Juande Ramos (2010–2014)[27][28]
- Myron Markevych (2014–2016)[29][30]
- Dmitro Mijaylenko (2016-2017)[31]
- Oleksandr Poklonskyi (2017-2019)